# Vîhoda, Huseatîn
Vîhoda (în ucraineană Вигода) este un sat în comuna Hadînkivți din raionul Huseatîn, regiunea Ternopil, Ucraina.

## Demografie
Componența lingvistică a localității Vîhoda
     Ucraineană (100%)
Conform recensământului din 2001, toată populația localității Vîhoda era vorbitoare de ucraineană (100%).